# Colibri superbe
Augastes scutatus
Espèce
Statut de conservation UICN

 LC  : Préoccupation mineure
Répartition géographique
Statut CITES
Le Colibri superbe (Augastes scutatus) est une espèce de colibris de la sous-famille des Polytminae.

## Distribution
Le Colibri superbe est endémique du Brésil.

## Référence
(en) « Neotropical Birds Online », Cornell Lab of Ornithology, 21 octobre 2011